# Chata pod Rysmi
Die Chata pod Rysmi (slowakisch auch Chata pod Váhou oder Útulňa pod Váhou genannt; deutsch Meeraughütte, polnisch Schronisko pod Wagą) ist eine Berghütte in der slowakischen Hohen Tatra. Sie liegt am oberen Ende des Tals Žabia dolina mengusovská (deutsch Froschseetal), dem nordöstlichen Teil des Tals Mengusovská dolina (deutsch Mengsdorfer Tal), 90 Höhenmeter unterhalb des Sattels Váha (deutsch Hunfalvyjoch oder Meeraugjoch) auf dem Weg zum Berg Rysy (deutsch Meeraugspitze), auf einer Höhe von 2250 m n.m. und ist somit die höchstgelegene Berghütte sowohl der Hohen Tatra als auch der Slowakei.

## Geschichte

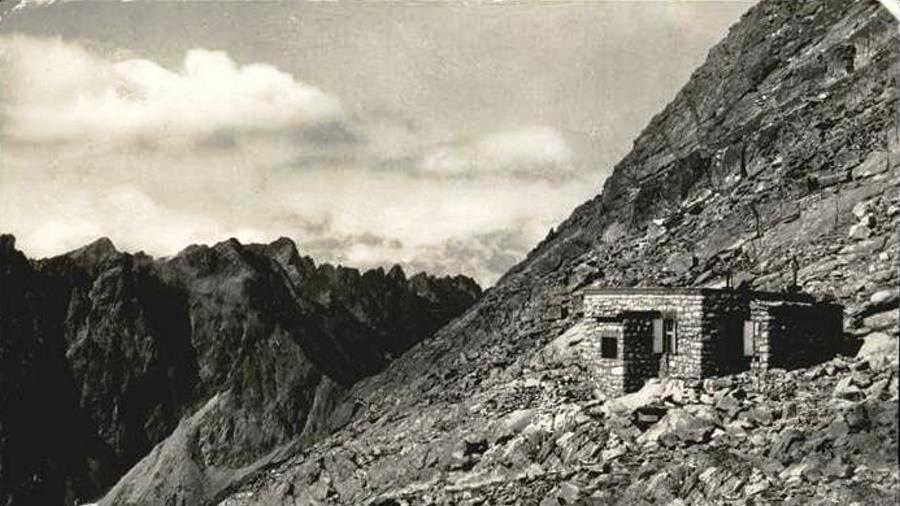
Die ursprüngliche Berghütte

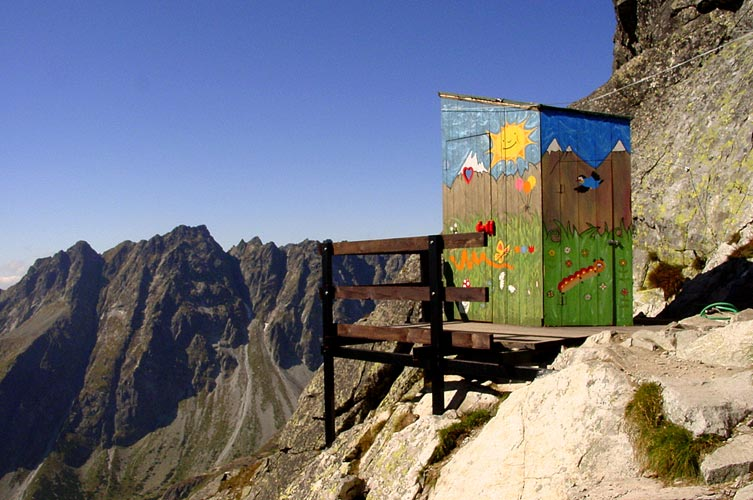
Das ehemalige Toilettenhäuschen

Die Diskussionen um eine Hütte unterhalb des populären Bergs Rysy begannen im späten 19. Jahrhundert, im Besonderen propagierte der österreichische Bergsteiger Pater Ubald Felbinger den Bau, der aber wegen technischer Schwierigkeiten und Geldmangel immer wieder verschoben wurde. Erst in der Tschechoslowakei unternahm man Schritte zum Bau. Zuerst sollte die Hütte größer und ungefähr 100 Höhenmeter höher gebaut werden, organisatorische und technische Probleme führten zum Bau am heutigen Standort, der 1931 begann. Schon im selben Jahr waren die Bauarbeiter vier Tage lang wegen eines Schneesturms im Rohbau eingesperrt. 1933 wurde die Hütte der Öffentlichkeit übergeben. 
Während des Zweiten Weltkriegs verbarg sich hier eine Gruppe polnischer Bergsteiger vor Verfolgung. Nach dem Zweiten Weltkrieg wurde die Hütte mehrmals durch Schneelawinen beschädigt, so in den Jahren 1947 und 1954. Noch 1954 wurde sie restauriert und im Inneren neu ausgestattet und 1977 mit dem ersten Obergeschoss erweitert. Eine vom Hang des Ťažký štít kommende Schneelawine im Jahr 2000 zerstörte die Hütte, auch in der Folgezeit richteten Lawinen schwere Schäden an. Ein größerer Umbau wurde anfangs durch Meinungsunterschiede der beiden Besitzer, des Klub slovenských turistov (KST) und Slovenský horolezecký spolok JAMES (JAMES), verschoben, der schließlich geplante Bau auf einer Höhe von 2390 m n.m. scheiterte an bürokratischen Hürden. Der Umbau umfasste auch verbesserte Lawinenschutzmaßnahmen, lief von 2010 bis 2013 und kostete ungefähr 600.000 Euro. Die Hütte wurde kurz vor dem Ende der touristischen Saison im Oktober 2013 wieder eröffnet. Die Baumaterialien waren teilweise mit einem Hubschrauber eingeflogen worden.
Auch nach diesem Umbau blieb das schon ältere Toilettenhäuschen (Latrine) mit einer Aussicht ins Tal Mengusovská dolina weiter bestehen. In satirischer Anspielung auf die in der Hohen Tatra und in der Slowakei üblichen Wegmarkierungen weiß-rot-weiß, weiß-blau-weiß, weiß-gelb-weiß und weiß-grün-weiß ist der etwas über 100 m lange Weg zum Toilettenhäuschen weiß-braun-weiß markiert. Das Toilettenhäuschen wurde während eines Sturms im Oktober 2023 zerstört, geplant ist eine Ersetzung durch Komposttoiletten.
Eine weitere Attraktion ist ein Schild für eine Bedarfshaltestelle der tschechoslowakischen Kraftverkehrsgesellschaft ČSAD. Bis heute wird die Hütte durch Lastenträger versorgt. Im Jahr 2004 stellte der Hüttenwirt Viktor Beránek einen Rekord auf, als er eine 122 kg schwere Last zur Hütte trug. 2018 wurde diese Bestleistung von dem polnischen Hüttenträger Kuba Kaczmarek, der in sieben Stunden 125 kg zur Hütte hinauftrug, übertroffen.

## Touristische Erschließung

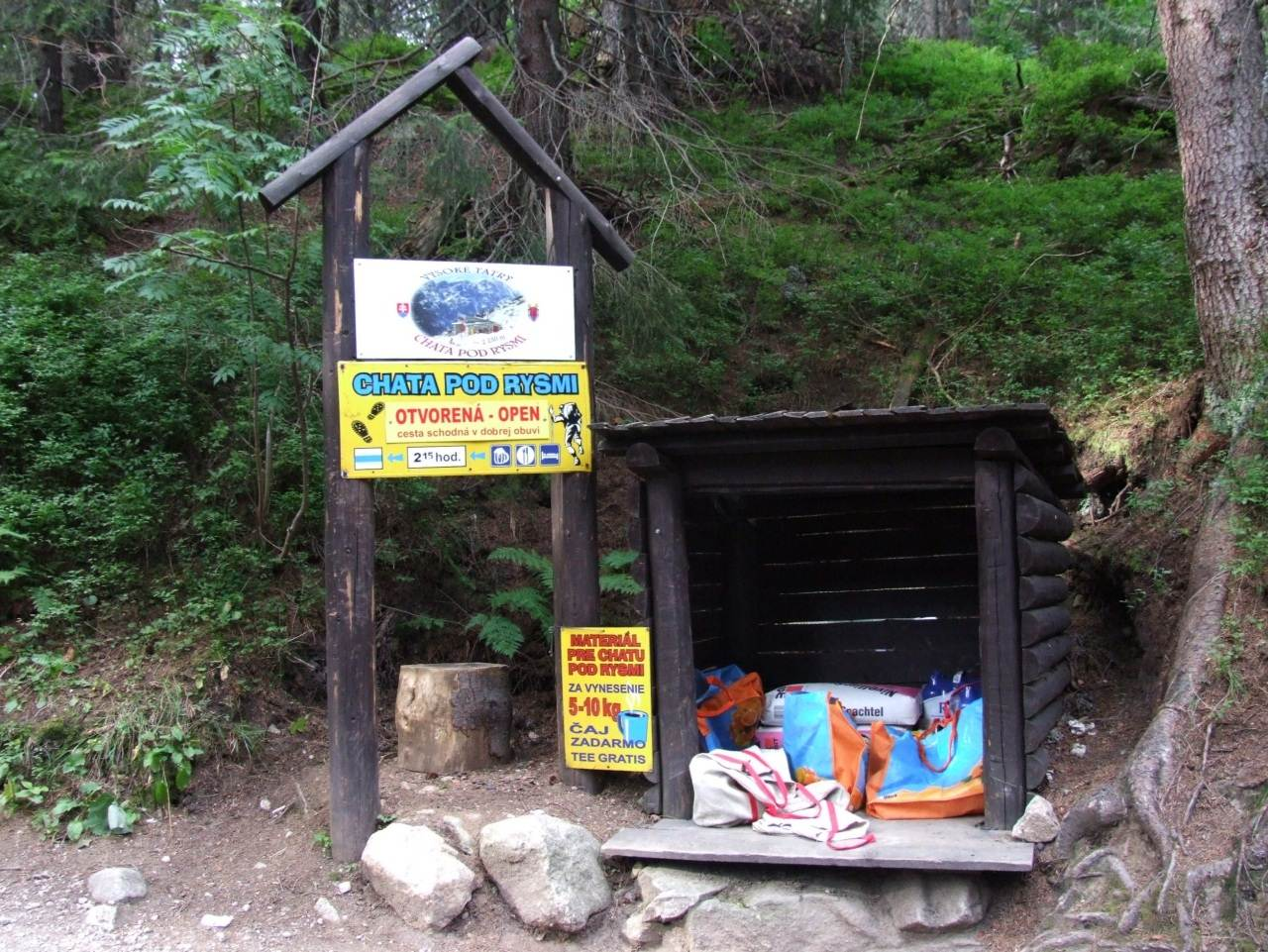
Am Abzweig beim Popradské pleso können Touristen freiwillig Güter für die Hütte nehmen und hinauftragen

Die Chata pod Rysmi ist durch einen rot markierten Wanderweg vom Abzweig Nad Žabím potokom mit dem Anschluss an den blau markierten Weg von Popradské pleso (und weiter Štrbské Pleso oder Haltestelle Popradské Pleso der Elektrischen Tatrabahn) zum Sattel Váha und Berg Rysy erreichbar, mit dem Anschluss in Polen zum Meerauge über den Bergsee Czarny Staw pod Rysami über einen ebenfalls rot markierten Wanderweg. 
Die Hütte ist nur vom 1. Juni bis zum 31. Oktober in Betrieb, entsprechend der Wintersperre im slowakischen Teil der Hohen Tatra. Sie bietet Übernachtungsmöglichkeiten (14 Betten, je nach Wunsch mit Bettwäsche) nach vorheriger Anmeldung, Notunterkunft im Essraum sowie Frühstück und Abendessen für Gäste an. Allen Besuchern steht der Imbiss zur Verfügung.